# أندرو جي. روجرز
أندرو جي. روجرز هو محامي وسياسي أمريكي، ولد في 1 يوليو 1828 في نيويورك في الولايات المتحدة، وتوفي بنفس المكان في 22 مايو 1900. نشط حزبياً في الحزب الديمقراطي. وقد انتخب رئيس الشرطة وانتخب عضو مجلس النواب الأمريكي.